# Mellimplantáció

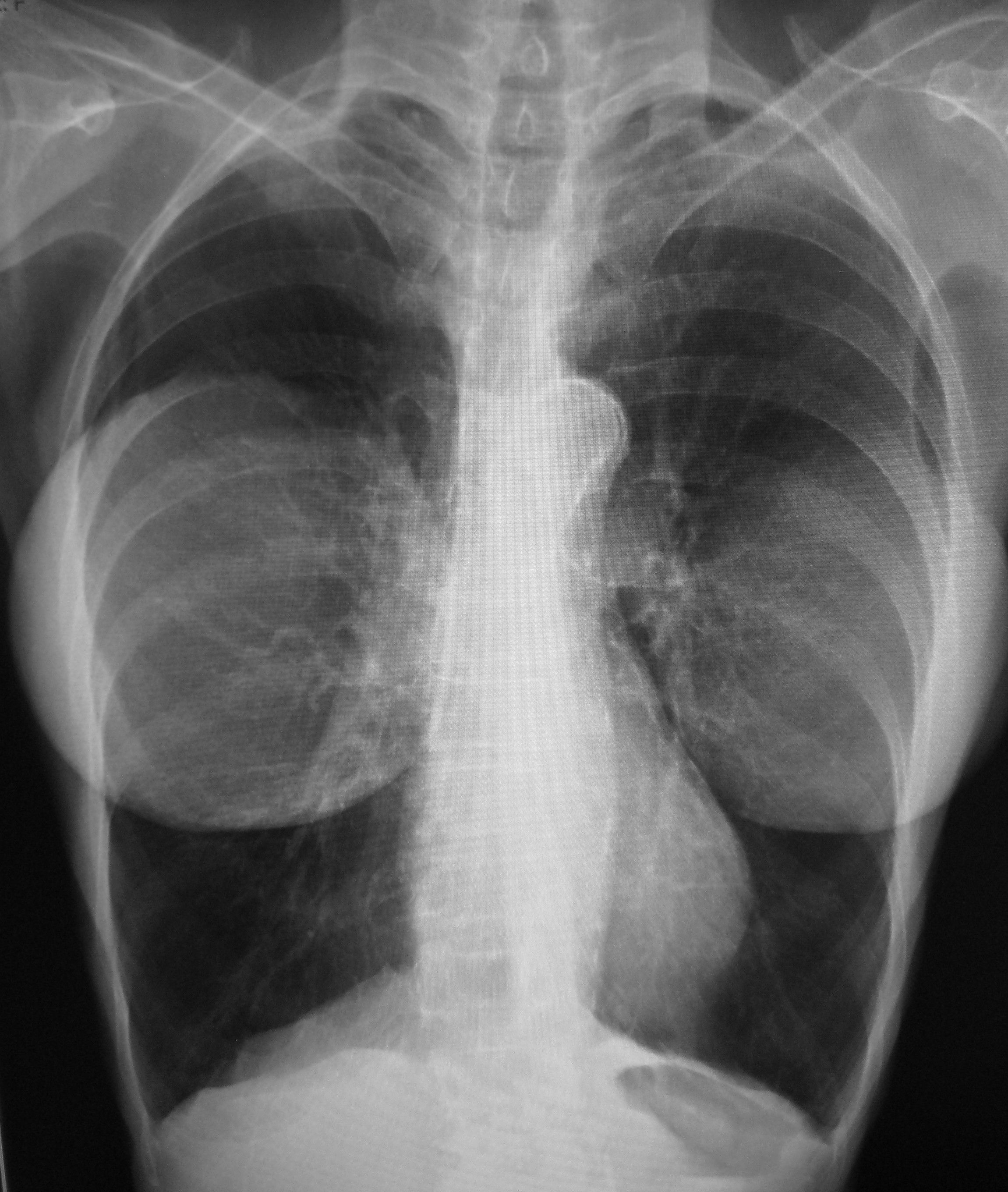
Röntgen felvételen látható implantátum

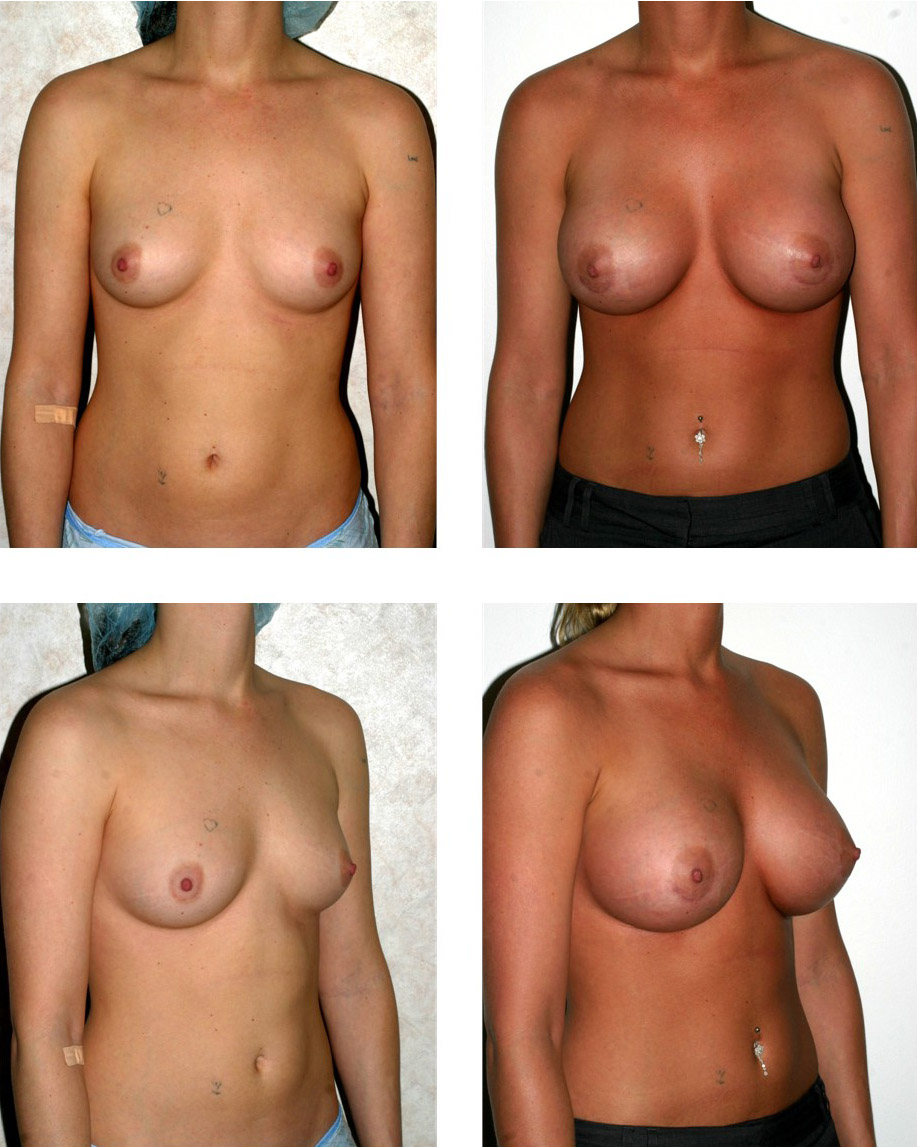
Mellnagyobbítás előtt és után

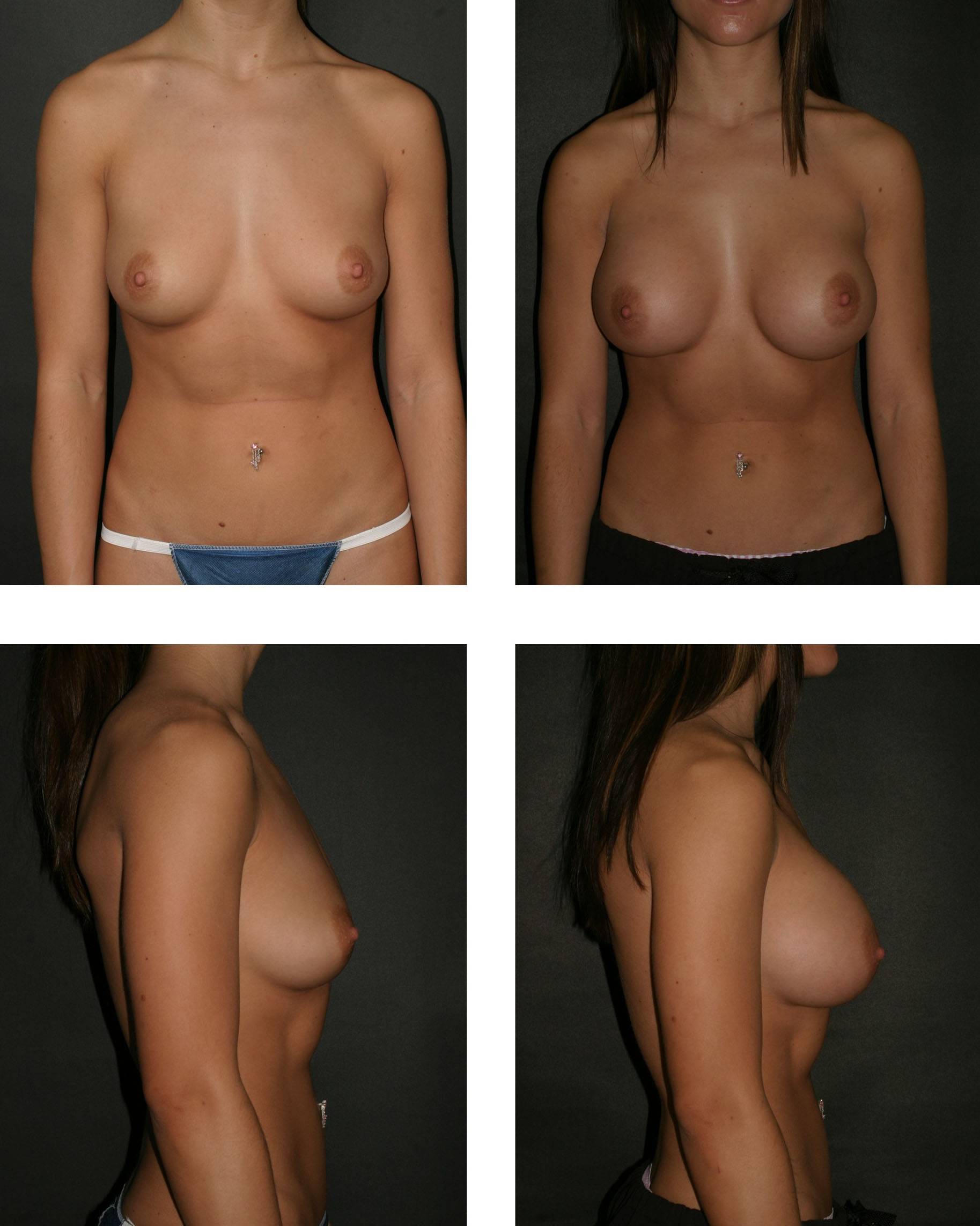
Kétoldali mellnagyobbításon átesett női mellkas elöl és oldalnézetben. A beépített implantátum mérete 350 cc.

A  mellimplantáció alatt a női mell formáját, méretét és esztétikai jellegét befolyásoló mellimplantátum vagy protézis plasztikai sebészeti úton történő beültetése jelenti. A mell vagy emlő megnagyobbítás más néven mammoplasztika történhet kozmetikai okokból, de elsődlegesen orvosi célból baleset vagy egyéb műtéti beavatkozás rekonstrukciójaként indokolt.

## Előzmények
A hölgyek az idők során mindenfajta módszert megpróbáltak alkalmazni, hogy nagyobbnak láttassák dekoltázsukat vagy ruhájuk által fedett mellüket. A különböző trükkös melltartók, vagy melltömések által igen szép dekoltázs alakítható ki, azonban mindezen módszerek semmit sem érnek, ha e "segédeszközöket" eltávolítják. Az idők során ezért igen sok csodagyógyszert próbáltak alkalmazni, mely a mellek tényleges növekedését eredményezi az árusítója szerint. Ezekről azonban előbb utóbb kiderült, hogy javarészben teljesen hatástalanok.

### Szilikonos implantátumok
Mellnagyobbításra az első hatásos módszert a szilikon felfedezését követően sikerült kialakítani. A szilikonos mellimplantátum emlőimplantátumokat sok-sok éven keresztül egyre jobb minőségűvé fejlesztették és ezáltal egyre biztonságosabban alkalmazhatóvá váltak. Ennek köszönhetően nők millióinak sikerült segíteni a megfelelő emlőforma kialakításában. Az implantátumokkal nem csak megnövelhető a mell mérete a kívánatos nagyságúra, de ugyanakkor a mellek formája is alakítható.
Az implantáció sikerének köszönhetően, azonban komoly társadalomszemléleti változás is beállt. Az egyre nagyobb méretű mellekről közölt fényképek, egyre nagyobb méretű mellre való igényt is kialakított. Így míg korábban általában 200 maximum 300 cm3 méretű implantátumokat alkalmaztak a plasztikai sebészek és ezzel tökéletes eredményeket értek el, addig manapság ennek duplája méretű implantátumok behelyezése vált igen gyakorivá. Sőt egyes csúcsdöntő jellegű akár több ezer cm3 méretű implantátum beültetésére is sor került. Elrettentő jellegű eredménnyel, hiszen ez már a viselőjének komoly szenvedést okoz.
Az implantátumok szaporodásával egyidejűleg más jellegű társadalmi folyamatok is elkezdődtek. Kezdetben igen divatos volt dicsekedni azzal, hogy ha valakinek implantátuma volt, idővel azonban már nem volt akkora dicsőség, sőt legtöbben igyekeztek azt titkolni. Ezért az implantátum gyártók elkezdték gyártani az anatómiás jellegű implantátumokat, melyeket a plasztikai sebészek mélyebbre az emlőizom alá helyeztek, annak érdekében, hogy mind természetesebb eredménnyel járjanak.
Sajnos azonban a legtermészetesebb jellegű implantátum is felismerhető. (Például a tapintható "szilikon labda" által, vagy azért, mert a szilikon implantátummal a mell másképpen viselkedik. Például napozáskor a háton való fekvésnél a szilikon betét nem lapul el és a mellek "ágaskodnak".
Egyéb gondok is jelentkeztek. Implantátum sérülés mellett a leggyakoribb probléma az, hogy a szervezet idővel felismeri az idegen anyag jelenlétét és ilyenkor "tokképződés" tünete észlelhető. (A képződő szövettok ráfeszül az implantátumra és úgy összegyűri az implantátumot, mint amikor "hógolyót" gyúrunk a markunkkal.
A mellimplantátumok bár folyamatosan fejlődnek, és a gyártó cégek folyamatosan kiküszöbölik az észlelt hibákat annak érdekében, hogy az implantátumok megbízhatóbbak, strapabíróbbak, és veszélytelenebbek legyenek, a tok képződés egyike azon velejáró problémáknak, melyeket az implantátum beültetés hordoz. Olyan probléma ez, melyet eddig nem sikerült kiküszöbölni, és a test anatómiájából adódóan minden bizonnyal ezt a rizikófaktort mindenkinek számításba kell vennie, aki implantátum beültetést szeretne. Az Amerika Élelmiszeripari és Gyógyszerügyi Hivatal (FDA) elvárja az általa akkreditált implantátum forgalmazóktól, hogy minden piacra bocsátott implantátum beültetésének tünetegyüttesét legalább 40000 páciensen kövessék nyomon a beültetést követő 10 évben, hogy ezzel is adatokat kapjanak a lehetséges veszélytényezőkről, és még biztonságosabbá tehessék az implantátumokat. Az FDA rendszeresen publikálja a tapasztalatokat annak érdekében, hogy ne érhesse utólagos meglepetés az implantátum beültetésen átesőket. Az FDA 2011-ben is publikálta észrevételeit
Egy idő után a "sasszemű" férfiak és nők már hamar felismerik azon társaikat akiknek "műmelleik" vannak. Ezért mind a páciensek, mind pedig a plasztikai sebészek igyekeznek olyan módszereket alkalmazni, melyek kevésbé láthatóak. Mindezek okán manapság aki teheti megpróbál természetesebb jellegű eredményt létrehozni. Részint érdemes kisebb, anatómiás implantátumokat alkalmazni és azt a mellizomzat alá helyezni.

### Saját zsírral való emlőnagyobbítás
A saját zsírral beültetése az igazi nagy lehetőség, mellyel természetes hatású melleket lehet létrehozni.
E beavatkozás első lépésében speciális kanüllel eltávolítják a felesleges és zavaró zsírpárnákat, majd e zsírt ültetik az emlő szövete alá és felé. Ezáltal nagyobbíthatják, illetve formálhatják az emlőket.
Ezen módszerek alkalmazásával igen szép eredményeket lehet elérni. Tudva azt, hogy a hölgyek számára igen fontos, hogy megfelelő segítség álljon rendelkezésükre, ha a gyermek születés, és az azt követő szoptatás következtében leromlik az emlőik állaga. Igen jelentős mindezen adatok ismerete, hiszen egy ilyen plasztikai sebészeti beavatkozás még a népesség szaporulatot is képes befolyásolni. Hiszen igen sok nő számára fontos, hogy a gyerekvállalás ne eredményezze azt, hogy helyreállíthatatlanul megváltozik a női szerepköréhez igen fontos nőies alkata.